# Quiero arder
«Quiero arder» es una canción de 2022 interpretada por el cantante español Agoney, incluida en su segundo álbum de estudio, Dicotomía (2024). Fue uno de los temas que participaron y llegaron a la final en el Benidorm Fest 2023. Fue compuesto por Marta Martínez López, Andrés Huélamo López (Blackpanda) y el propio Agoney, y producido por Javier Falquet Moragues (Garabatto).El videoclip oficial no fue estrenado hasta el 26 de septiembre de 2024 tras el lanzamiento del disco.

## Historia

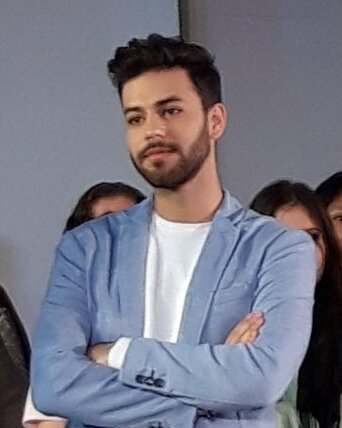
Agoney, compositor e intérprete de la canción

El 26 de octubre de 2022 el artista canario Agoney, ganador del concurso televisivo de Tu cara me suena, anunció su participación en el Benidorm Fest 2023, evento celebrado para seleccionar la candidatura representante de España en el Festival de la Canción de Eurovisión de ese año. Agoney presentó el 18 de diciembre de 2022 el tema «Quiero arder». Al día siguiente publicó la canción en sus redes sociales, partiendo como el gran favorito del público. Agoney ya había intentado el pase a Eurovisión en 2018 junto a Miriam Rodríguez, con el tema «Magia».
Según Agoney, el significado de la canción es una reivindicación contra la homofobia y los discursos de odio que sufren muchas personas cuando se les destina al infierno. Agoney comentó que:

A mí me han mandado al infierno muchas veces, por maricón, por el tipo de voz que tengo, por vestir como visto, por usar maquillaje... Por ser yo simplemente me han mandado mil veces al infierno. Yo he cogido todo eso y he dicho, el infierno es mi hogar y lo voy a hacer arder.

El tema recibió críticas porque Agoney rapea durante gran parte de la interpretación. Por otro lado, Universal Music, su discográfica, había seleccionado otro tema más pop y comercial para su artista, pero Agoney prefirió esta canción.Posteriormente, el 14 de julio de 2023 publicó su nuevo sencillo «Intacto», revelando que se trataba del tema que originalmente su discográfica quería que presentara al Benidorm Fest.

### Benidorm Fest 2023
Benidorm Fest 2023 fue el concurso musical nacional de España para seleccionar la canción representante para el Festival de la Canción de Eurovisión 2023. La competición consta de dos semifinales y una final. En total compiten 18 canciones candidatas repartidas entre las dos semifinales, compitiendo nueve en cada una. «Quiero arder» compitió en la cuarta posición durante la primera semifinal; ganó la fase competitiva y obtuvo el pase a la final con 161 puntos.
En la final, «Quiero arder» fue considerada una de las favoritas para ganar el Benidorm Fest 2023, junto al tema «Eaea» de Blanca Paloma. Finalmente quedó en segundo lugar con 145 puntos, siendo «Eaea» la que obtuvo la victoria con un total combinado de 169 puntos, lo que la calificó como la representante española para el Festival de la Canción de Eurovisión 2023.